# Ingvar Lidholm
Ingvar Natanael Lidholm, född 24 februari 1921 i Jönköping, död 17 oktober 2017 i Rönninge, Salem, var en svensk tonsättare, medlem av den så kallade Måndagsgruppen.

## Biografi
Lidholm valdes in som medlem i Föreningen svenska tonsättare 1946 och utnämndes till hedersdoktor vid Örebro universitet 2002.
Lidholm studerade violin och dirigering vid Kungliga Musikhögskolan för Axel Runnqvist respektive Tor Mann 1940–1945, komposition för Natanael Berg (privat) och Hilding Rosenberg 1943–1945. Han arbetade 1943–1947 som violast i Kungl Hovkapellet och fick sedan tjänst som stadskapellmästare i Örebro. I egenskap av sådan ledde han orkesterföreningen, föregångaren till dagens Svenska Kammarorkestern. Lidholm blev därefter kammarmusikchef på Sveriges radio 1956–1965, professor i komposition vid Kungliga Musikhögskolan 1965–1975 och planeringschef vid SR:s musikavdelning 1975. Lidholm invaldes som ledamot av Kungliga Musikaliska Akademien 1960 och var dess vice preses 1963–1969.

## Priser och utmärkelser
- 1958 – Stora Christ Johnson-priset för Ritornell för orkester
- 1960 – Ledamot nr 686 av Kungliga Musikaliska Akademien
- 1967 – Spelmannen
- 1979 – Litteris et Artibus
- 1982 – Rosenbergpriset
- 1989 – Medaljen för tonkonstens främjande
- 1993 – Hugo Alfvénpriset
- 1993 – Schockpriset
- 2002 – Hedersdoktor vid Örebro universitet
- 2013 – Musikförläggarnas pris (jubileumspriset)

## Verk
- Sex sånger för röst och piano (1940–45)
  1. ”För vilsna fötter sjunger gräset” till text av Hjalmar Gullberg
  2. ”Vid Medelhavet” till text av Hjalmar Gullberg
  3. ”Den sista kvällen” till text av Hjalmar Gullberg
  4. ”Saga”
  5. ”Jungfrulin” till text av Erik Härninge
  6. ”Madonnans vaggvisa” till text av Lope de Vega i översättning av Karl August Hagberg
- Tre sånger för mezzosopran och stråkorkester (1940–45)
  1. ”För vilsna fötter sjunger gräset” till text av Hjalmar Gullberg (1940)
  2. ”Vid Medelhavet” till text av Hjalmar Gullberg (1945)
  3. ”Madonnans vaggvisa” till text av Lope de Vega i översättning av Karl August Hagberg (1943)
- Tre elegier och epilog för stråkkvartett (1940/1982/1986)
- Sånger om kärlek för baryton och piano (1941–49)
  1. ”Jag är en sjungandes röst” till text av Erik Axel Karlfeldt
  2. ”Blomstervisa” till text av Erik Axel Karlfeldt
  3. ”I dina händers mjuka fågelbo” till text av Erik Blomberg
  4. ”Jag är stoft” till text av Åke Nilsson
  5. ”Impromptu” till text av Gabriel Jönsson
  6. ”Du är min Afrodite” till text av Pär Lagerkvist
- På konungens slott för piano (1943)
- Rosettas visa ur skådespelsmusik till Leonce och Lena för sång och piano till text av Georg Büchner (1943)
- Madonnans vaggvisa för soloröst och blandad kör a cappella till text av Lope de Vega i översättning av Karl August Hagberg (1943/2001)
- Toccata e Canto för liten orkester (1944)
- Concerto för stråkorkester (1945)
- Stråkkvartett (1945)
- Jungfrulin, sånger för damkör a cappella till text av Erik Härninge (1945–55)
- Sonat för soloflöjt (1946)
- Laudi för blandad kör a cappella till texter ur Bibeln (1947)
- Nocturne ur skådespelsmusiken till Cyrano de Bergerac för pianotrio/salongsorkester (1947)
- Sonata per pianoforte för piano (1947)
- Sonatin nr 1 för piano (1947)
- 10 miniatyrer för piano (1948)
- Klavierstück 1949 för piano (1949)
- Cantata för baryton och orkester till texter av Dante Alighieri, Pär Lagerkvist och Karin Boye (1949–50)
- Tre Ekelöfsånger för sopran, oboe, klarinett, viola och cello till text av Gunnar Ekelöf (1949–54)
  1. ”Ur Dithyramb”
  2. ”Sung”
  3. ”Natt och stiltje. Tystnad”
- Sonatin nr 2 för piano (1950)
- Musik för stråkar för stråkorkester eller stråkkvartett (1952)
- Fyra körer för blandad kör till text av Åke Nilsson (1953)
  1. ”Tidens pelare”
  2. ”Havet”
  3. ”Uppbrott”
  4. ”Efteråt”
- Liten stråktrio för violin, viola och cello (1953)
- Concertino för flöjt, oboe, engelskt horn och cello (1954)
- Invention för klarinett och basklarinett eller viola och cello eller piano (1954)
- Ritornello för orkester (1955)
- Quattro pezzi för cello och piano (1955)
- Canto LXXXI för blandad kör a cappella till text av Ezra Pound (1956)
- Fanfar vid ISCM:s världsmusikfest i Stockholm 1956 för 2 trumpeter, 2–4 horn och 2 slagverkare (1956)
- Skaldens natt för sopran, kör och orkester till text av Carl Jonas Love Almqvist (1958/1981)
- Riter, balettmusik för orkester (1959)
- Motto för blandad kör a cappella till text av Ovidius (1959)
- Tre Strindbergsvisor för blandad kör a cappella till text av August Strindberg (1959)
  1. ”Välkommen åter snälla sol”
  2. ”Ballad”
  3. ”Sommarafton”
- Två grekiska epigram (1959)
  1. ”Kort är rosornas tid” för trestämmig manskör a cappella
  2. ”Phrasikleia” för fyrstämmig damkör a cappella med sopransolo
- Mutanza för orkester (1959/1965)
- Motus – Colores för orkester (1960)
- Nausikaa ensam för sopran, blandad kör och orkester till text av Eyvind Johnson (1963)
- Poesis för orkester (1963/2011)
- Holländarn, opera för TV med libretto av Herbert Grevenius efter August Strindberg (1967)
- Stamp Music för orkester eller sopran och tam-tam eller solo piano (1971)
- A riveder le stelle för blandad kör a cappella till text av Dante Alighieri (1971–73)
- Och inga träd skall väcka dig, musikdramatisk komposition för sopran, blandad kör, stråkkvartett och elektroniska klanger (1973–74)
- Greetings from an Old World för orkester (1976)
- Fantasia sopra Laudi, sonat för solocello (1977)
- Kontakion, hymn för orkester (1978)
- Perserna, dramatisk scen för stor manskör, tenor- och barytonsoli och recitatörtill text av Aiskylos i översättning av Emil Zilliacus (1978)
- Amicizia för soloklarinett (1980)
- De profundis för kör a cappella till text ur Psaltaren (1983)
- Pastoral i skogen för flöjt och klaver eller flöjt, orgel och vibrafon (1988)
- Arabesque för sopransax eller oboe (1988/2002)
- Ett drömspel, opera i två akter för soli, barnkör, blandad kör och orkester med libretto av tonsättaren efter August Strindberg (1990)
- Inbillningens värld för stor manskör till text av Johan Henrik Kellgren (1990/1996)
- Libera me, requiem för blandad kör a cappella (1994)
- stund, när ditt inre för baryton och orkester till text av Erik Johan Stagnelius (1998)
- Aulos, dialog för oboe och engelskt horn (2001)
- Grekisk gravrelief för blandad kör a cappella till text av Kjell Espmark (2003)

## Diskografi (urval)
- Music for Strings (Music for Strings, Nausicaa alone, Greetings from an Old World & Kontakion). Caprice CAP 21366 (1988)
- Ett drömspel : opera i förspel och två akter. Caprice CAP 22029 (1993)
- Greetings from an Old World (Greetings from an Old World, Toccata, Kontakion & Ritornell). Stockholms filharmoniska orkester. Gennadij Rozjdestvenskij, dirigent. Chandos CHAN 9231 (1993)
- Songs and Chamber Music. Caprice  CAP 21499 (1996)
- Ingvar Lidholm 44-58. Norrköpings symfoniorkester. Lü Jia, dirigent. BIS-CD-1190 (2003)
- Ingvar Lidholm 58-63. Norrköpings symfoniorkester. Lü Jia, dirigent. BIS-CD-1200 (2003)
- Ingvar Lidholm 63-98. Norrköpings symfoniorkester. Lü Jia, dirigent. BIS-CD-1240 (2002)
- Choral Music. BIS-CD-1549 (2005)